# كاميزياك
كاميزياك (بالروسية: Камызяк) هي إحدى مدن روسيا في الكيان الفدرالي الروسي أستراخان أوبلاست.